# إيزو (إزار)
إيزو (بالفرنسية: Izeaux) هي بلدية ومدينة ريفية في إقليم إزار (بالفرنسية: Isère)، الذي يقع في جنوب شرق فرنسا، ويضم 512 بلدية وسمي بهذا الاسم نسبة إلى نهر إزار الذي يمر في الإقليم. 